# کلارا روخاس
کلارا روخاس (انگلیسی: Clara Rojas؛ زادهٔ ۲۰ دسامبر ۱۹۶۴) وکیل اهل کلمبیا است، مدرس دانشگاه و مدیر کمپین سناتور سابق و نامزد ریاست جمهوری اینگرید بتانکورت است. در ۲۳ فوریه ۲۰۰۲ او به همراه بتانکور توسط گروه چریکی FARC نیروهای مسلح انقلابی کلمبیا در نزدیکی سان ویسنته دل کاگوان ربوده شد، این در حالی بود که بتانکور برای انتخابات ریاست جمهوری مبارزه می‌کرد. پس از ربوده شدن، روخاس به عنوان نامزد معاون ریاست جمهوری بتانکورت معرفی شد.
در ۲۰۰۶ مشخص شد روخاس در دوران اسارت، پسری به نام امانوئل به دنیا آورده است. پدر کودک یکی از چریک‌های فارک بود.
روخاس آخرین بار در یک ویدئوی منتشر شده توسط گروه چریکی در ۲۰۰۳ به‌طور عمومی دیده شده بود. با این حال، در ۱۰ ژانویه ۲۰۰۸، روخاس، فرزندش و گونزوئلو گونزالس نماینده سابق کنگره پس از شش سال اسارت آزاد شدند. بتانکورت نیز در ۲ ژوئیه ۲۰۰۸ از گروگانگیری نجات یافت.

## عملیات امانوئل
در ۲۷ دسامبر ۲۰۰۷، گروه چریکی فارک در حال برنامه‌ریزی برای آزادی قریب‌الوقوع روخاس به همراه پسرش و گونزوئلو گونزالس، نماینده کنگره بود، هوگو چاوز، رئیس‌جمهور ونزوئلا نیز میانجی مذاکره برای آزادی یک طرفه زندانیان بود.
چاوز آزادی آنها را در عملیاتی تحت عنوان عملیات امانوئل، با استفاده از هواپیماهای ونزوئلا و با حمایت صلیب سرخ، برنامه‌ریزی کرد.

## به تأخیر انداختن
فارک آزادی گروگان‌ها را به دلیل عدم وجود کودک، امانوئل، به تأخیر انداخت. بر اساس گزارش‌ها، فارک این کودک را در تحت کفالت یک خانواده دهقانی قرار داده بود و هنگامی که کودک در موعد برنامه‌ریزی پیدا نشد آزادی گروگان‌ها به تأخیر افتاد. در همین حال، دولت کلمبیا مطلع شد که یک کودک با مشخصات توصیف شده امانوئل در ۳۱ دسامبر ۲۰۰۷ تحت بازرسی مؤسسه کلمبیا برای رفاه خانواده (ICBF) قرار گرفته است. در ۲ ژانویه ۲۰۰۸، دولت بلوف FARC را فراخواند و تأیید کرد که کودک امانوئل بوده است متعاقباً، طبق اعلام دولت کلمبیا، در ۴ ژانویه، کودک تحت آزمایش DNA دی‌ان‌ای میتوکندریایی قرار گرفته است. به گفته مؤسسه پزشکی قانونی کلمبیا، این آزمایش تأیید کرد که او در واقع پسر کلارا روخاس می‌باشد. FARC بعداً این را تأیید کرد. امانوئل در کودکی بیمار شده بود و روخاس به شرط بازگرداندن پسرش اجازه داده بود تا فرزندش تحت مراقبت قرار گیرد. در عوض، او تحت مراقبت دهقانی قرار گرفت که نمی‌دانست کودک متعلق به چه کسی است.

### رهایی
پس از تعلیق موقتی که در آزادی گروگان‌ها صورت گرفت، عملیات امانوئل از سر گرفته شد و در ۱۰ ژانویه ۲۰۰۸، یک کمیسیون بشردوستانه به ریاست کمیته بین‌المللی صلیب سرخ با دو هلیکوپتر ونزوئلایی به منطقه‌ای در کلمبیا که فارک یک روز قبل از موعد تعیین کرده بود، پرواز کرد. روخاس و گونزالس سپس تحت مراقبت کمیسیون قرار گرفتند. در ۱۳ ژانویه ۲۰۰۸، روخاس با امانوئل پیوست و این اولین باری بود که روخاس پس از جدایی از فرزندش پس از دو سال او را می‌دید.

## زندگی سیاسی
روخاس کاندیدای کنگره در انتخابات کلمبیا در مارس ۲۰۱۴بود. وی همچنین به عنوان نامزد معاون ریاست جمهوری اینگرید بتانکورت معرفی شد.

## خاطرات
سختی‌های روخاس در کتاب «اسیر»(۲۰۱۰) شرح داده شده است.